# Pud Brown
Albert Francis „Pud“ Brown (* 22. Januar 1917 in Wilmington (Delaware); † 27. Mai 1996 in Algiers, Louisiana) war ein US-amerikanischer Musiker (Klarinette, Saxophon) und Komponist des Dixieland Jazz.

## Leben
Brown wuchs in Shreveport, Louisiana auf und begann mit fünf Jahren Saxophon zu spielen; erste Erfahrungen als Musiker sammelte er in der Familienband, bevor er mit Vaudeville-Truppen tourte und Anfang der 1930er Jahre in Theaterorchestern arbeitete. 1938 gehörte er in Chicago dem Phil Lavant Orchestra an, das Dixieland Jazz spielte. Ende der 1940er Jahre wirkte Brown bei Aufnahmen von Louis Armstrong und Les Brown mit; unter eigenem Namen nahm er als Pud Brown’s Delta Kings für das kleine Label West Craft mit Jack und Charlie Teagarden, Jess Stacy und Ray Bauduc auf (Jersey Bounce). In den 1950er Jahren spielte er seine eigene Komposition Johnson Rag ein, die in den R&B-Charts erfolgreich war, ferner 1953 für Capitol Records Take the “A” Train in Triobesetzung. Aus demselben Jahr existieren Radiomitschnitte aus dem Hangover Club San Francisco mit Lee Collins und Ralph Sutton auf Rarities. Weitere Aufnahmen entstanden in dieser Zeit mit Doc Cheatham, Danny Barker, Kid Ory, Teddy Buckner (1958) und Percy Humphrey; außerdem gehörte er dem Orchester von Lawrence Welk an. Nachdem er zuvor dreißig Jahre in Los Angeles gearbeitet hatte, zog Brown 1975 nach New Orleans. Dort trat er in den 1980er Jahren Clive Wilson’s Original Camellia Jazz Band auf. Kurz vor seinem Tod wirkte er bei Aufnahmen der New Orleans Jazz Wizards (1995) mit.

## Diskografische Hinweise
- Lee Collins-Ralph Sutton’s Jazzola Six Vol. 1.&2 (Rarities 31 & 32 – 1953)
- The Kid’s  the Greatest (1953–56) mit Kid Ory
- Palm Court Strut (Jazzology, 1994)
- Pud Brown Plays Clarinet (Jazzology, 1995)